# 長野道臣
長野 道臣（ながの みちお、1973年6月4日 - ）は、静岡県出身の競艇選手。登録第3796号。血液型A型。静岡支部所属。同期に金子龍介、石田章央、五反田忍、佐藤大介がいる。

## 来歴
- 1995年デビュー。
- 77期として選手登録。
- 師匠は黒田誠司。

## 戦績
- 出走回数：6105回
- 1着回数：713回
- 優出回数：29回
- 優勝回数：0回
- フライング(F)回数：15回
- 出遅れ(L)回数：2回
- 通算勝率：5.04
- 2連対率：28.5
- 3連対率：49.4

1997年以降のデータである。